# Suzana Queiroga

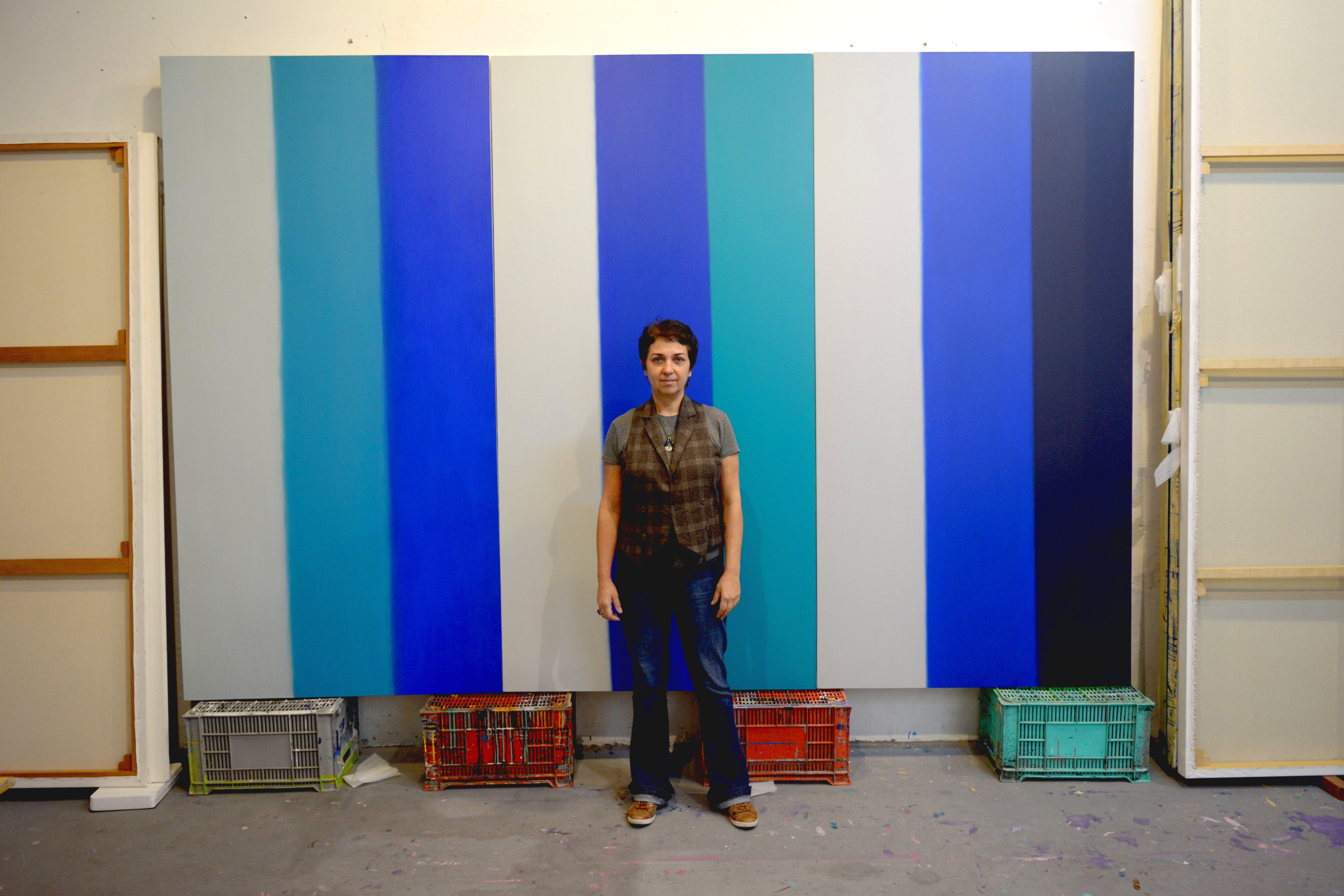
A artista Suzana Queiroga em seu ateliê em 2017.

Suzana Queiroga (Rio de Janeiro, 24 de fevereiro de 1961) é artista visual, pesquisadora e professora luso-brasileira  conhecida por sua obra diversificada que abrange pintura, desenho, escultura, instalação, performance e videoarte. Com uma formação em Gravura pela Escola de Belas Artes da Universidade Federal do Rio de Janeiro e um mestrado em Artes Visuais pela mesma instituição, Suzana Queiroga também é doutora em Histórias das Ciências Técnicas e Epistemologias pela UFRJ. Com trabalhos que exploram temas como o fluxo, o tempo e o infinito, ela é uma artista atuante desde os anos 1980 e foi professora da Escola de Artes Visuais do Parque Lage de 1985 a 2019.
Queiroga já recebeu vários prêmios em diferentes exposições no Brasil e em Portugal. Além de suas exposições individuais, ela também participou de várias mostras coletivas ao longo dos anos. Ela foi artista residente em várias instituições, incluindo a ZSenne Art Lab, em Bruxelas, Bélgica, e o TUP/ Maus Hábitos, em Porto, Portugal, em 2021; a AIR 351, em Portugal, em 2018 e 2020; o CAAA, em Guimarães, Portugal, em 2015; a IV Bienal del Fin del Mundo, na Argentina, em 2014; o Instituto Hilda Hilst, em São Paulo, em 2013; e a Akademie der Bildenden der Künste Wien, em Viena, Áustria, em 2012.
Suas obras fazem parte de várias coleções, incluindo o MAM/Museu de Arte Moderna do Rio de Janeiro, o MAC/Museu de Arte Contemporânea de Niterói, o MAR/Museu de Arte do Rio, o MNBA/Museu Nacional de Belas Artes do Rio de Janeiro, o ICRM/Casa Roberto Marinho, a Fundação Calouste Gulbenkian, em Lisboa, e a Fundação EDP, em Portugal.

## Biografia
Suzana Queiroga é uma artista importante cuja biografia é marcada por um trágico acontecimento: o falecimento de seu pai em um acidente aéreo quando sua mãe estava grávida. A artista trabalha a história de seus pais em sua obra, com destaque para o projeto "Olhos d'água" exposto no Museu de Arte Contemporânea de Niterói em 2013.
Interessada em artes plásticas desde cedo, Suzana se formou em gravura pela Escola de Belas Artes da Universidade Federal do Rio de Janeiro em 1983. Ela participou de vários salões de arte no Brasil e recebeu algumas premiações. Além disso, ela frequentou cursos livres no Museu de Arte Moderna do Rio de Janeiro a partir de 1981. Em 1984, ela foi convidada para expor sua obra na mostra "Como vai você, Geração 80?" na Escola de Artes Visuais do Parque Lage. No ano seguinte, ela começou a lecionar gravura na mesma escola, onde eventualmente se tornou coordenadora. Mais tarde, a artista passou a lecionar pintura e desenho também.
Inicialmente dedicada à gravura, Suzana começou a experimentar composições cromáticas e módulos pictóricos fora do formato tradicional a partir de 1984. Isso resultou em séries como Lék (1984) e Niger (1986). Entre 2000 e 2002, ela realizou seu mestrado em Artes Visuais na mesma instituição onde se formou, explorando as possibilidades da pintura contemporânea. Isso resultou em uma das suas primeiras esculturas infláveis.
A artista foi professora da Faculdade de Arquitetura e Urbanismo da Universidade Santa Úrsula entre 1995 e 2001, lecionando desenho e História da Arte. Ela também ensinou nas Universidade Estácio de Sá (1995-1997) e Universidade do Estado do Rio de Janeiro (2002). 
Atualmente, Suzana vive e trabalha entre Rio de Janeiro e Lisboa, onde moram seus dois filhos.

## Principais exposições
- 2021 From my window, ZSenne ArtLab, Brussels, Belgium.[10]
- 2021 O mundo segue indiferente a nós, Maus Hábitos, Porto [11]
- 2019 Cartography for Peace, Sputenik the Window, Porto.
- 2018 Miradouro, no Paço Imperial, Rio de Janeiro.
- 2017 6º Prêmio CNI SESI Marcantônio Villaça .[6] -finalista[12]
- 2013 Olhos d'Água, no Museu de Arte Contemporânea de Niterói.
- 2005 Tropeços em Paradoxos, Escola de Artes Visuais do Parque Lage, Rio de Janeiro.

## Prêmios
- 2015 XVIII Bienal Internacional de Arte de Cerveira. Prêmio Aquisição Câmara Municipal Cerveira [13]
- 2012 5ª Edição Prêmio de Artes Plásticas Marcantonio Vilaça MinC/Funarte [14]
- 2005 1º Prêmio Projéteis de Arte Contemporânea Funarte/MinC [13]
- 2000 5º Programa de bolsas da RioArte [13]
- 1987 X Salão Nacional de Artes Plásticas Funarte. [13] Prêmio Aquisição Pintura
- 1986 IX Salão Nacional de Artes Plásticas. [13] Prêmio Aquisição
- 1983 XXXVI Salão de Artes Plásticas de Pernambuco. [13] Prêmio Aquisição Desenho
- 1983 VII Salão Carioca de Arte. [13] Prêmio Participação Gravura
- 1983 1º Prêmio Pirelli. [13]
- 1982 XXXV Salão de Artes Plásticas de Pernambuco.[13] Prêmio Aquisição Gravura
- 1982 VI Salão Carioca.[13] Prêmio Participação Gravura
- 1982 V Mostra Anual de Gravura. Curitiba, PR. [13] Prêmio Aquisição Gravura
- 1981 V Salão Universitário de Artes Plásticas. [13] Prêmio Aquisição Gravura
- 1981 VI Salão Nacional Universitário Artes Plásticas, FUNARTE/UFRGS.